# すさみ町立エビとカニの水族館
すさみ町立エビとカニの水族館（すさみちょうりつエビとカニのすいぞくかん）は、和歌山県西牟婁郡すさみ町江住にある水族館である。道の駅すさみに併設されており、紀伊半島近海に生息しているエビやカニなどの甲殻類を中心に約150種1000点を展示している。2011年3月から2015年9月まで「すさみ海立エビとカニの水族館」であった。

## 沿革
- 1997年（平成9年）: 町内にある見老津駅の待合室に、地域おこしのため地元漁師の協力を得て設置した海洋生物の水槽がルーツ[1]。
- 1999年（平成11年）4月 : 南紀熊野体験博に合わせて期間限定で開館。
  - 博覧会終了後、すさみ町立としてネイチャーネットワークに運営を委託する形で再開業した[2]。年中無休、入館料無料だった。
- 2011年（平成23年）3月 : すさみ町からの運営委託料打ち切りにより、ネイチャーネットワークの自主運営となる[2]。これに伴い、すさみ海立エビとカニの水族館と改名。
- 2015年9月6日 : 移転に伴い「日本童謡の園」にあった旧館を閉館[3]。
- 2015年9月13日 : 道の駅すさみに移転し、再びすさみ町立として開館[4]。

## 施設
- エントランス水槽 : タカアシガニを展示。
- オーストラリアのエビやカニ : オーストラリアンスノークラブ、イースタンロックロブスター、ミナミイセエビなどを展示
- 海底探検潜水艇 : 潜水艇をイメージした丸窓ノ水槽で小型生物を展示。
- エビカニ博士の研究室 : マニアックな甲殻類を展示。
- 冷水水槽 : 世界最大のダンゴムシ、ダイオウグソクムシや深海＆冷水域の生物を展示。
- タッチングプール : ウニ、ナマコ、ヒトデなどを直接触ることができる。
- ヤシガニドーム : 丸い透明なドームから間近にヤシガニが見られる。
- ヤドカリ釣り。
- 生きている化石 : カブトガニやオウムガイを展示。
- すさみの川や池 : すさみ町内を流れる川に住むテナガエビやモクズガニに加えてオオウナギも。
- ウミガメプール : 水族館で人工孵化させたアオウミガメを飼育。
- アザラシプール : ゴマフアザラシを飼育。

## 巡回水族館
- 2014年（平成26年）6月から始めた取り組みで、水槽やプールを備え付けた専用トラックに100匹ほど載せて要望がある場所に出向くもの[5][6][7]。
- 市外・県外でも受付している。
- 学校が平日の授業の一環として行う場合や学校行事の中に組み込まれた場合は30000円と交通費のみ実費負担。

## 営業
開館日時
年中無休、9:00～17:00。
入館料金
大人（高校生以上）800円、子供（小中学生）500円、幼児（3歳以上）300円。
町民・障害者・団体割引、年間パスポート、串本海中公園との共通入場券あり。
アクセス
公共交通を使う場合は、JR紀勢本線の江住駅から徒歩8分。

## 運営主体と立地の推移
当初はすさみ町の運営で、町の運営委託料の打ち切りに伴い2010年度での閉館がいったんは決まったが、存続要望が多かったことから2011年度の1年限定という条件で自主運営に踏み切った。自主運営転換後は水道料や土地建物賃料などが新たに発生したこともあり、収支は厳しい状況となるも、当初の1年を超えて運営が続けられた。
同じ県下にある田辺市の田辺商工会議所が誘致の意向を示したが、田辺市は早期移転は困難としていた。
すさみ町は旧江住中学校体育館に誘致することを検討していた。そして2014年6月にすさみ南ICの出口付近にある旧江住中学校跡地を利用して道の駅を設置し、旧江住中学校体育館に誘致することが決まった。道の駅はすさみ南ICの供用開始と紀の国わかやま国体に合わせて2015年9月5日にオープンし、エビとカニの水族館は面積が移転前の2.5倍、甲殻類の飼育数は2倍となり、再び町営施設として9月13日にオープンした。